# 포마스 올리브유
포마스 올리브유(pomace olive oil) 또는 올리브박유(Olive pomace oil)는 올리브에서 한번 올리브기름을 압착해서 짜고 남은 포마스에서 추출한 기름이다. 국제 올리브 협회(International Olive Council)에서는 포마스 올리브유를 올리브유의 일종으로 분류하지 않으며 올리브박유(올리브 포마스 오일)라고 부르게 한다. 식용유나 공업용 기름으로 쓰인다.